# Mantelorganisatie
Een mantelorganisatie is een zelfstandig ogende organisatie die behoort tot het netwerk van een andere organisatie. Een mantelorganisatie wordt ook wel massa-organisatie, voorhoede-organisatie of frontorganisatie genoemd. Een dergelijke organisatie is in naam wel zelfstandig, maar haar ideologisch gedachtegoed wordt gevoed door de organisatie tot wier netwerk zij behoort, en ook het actieve kader is vaak voor een flink deel uit die organisatie afkomstig. Doorgaans worden de banden met de "moederorganisatie" gemaskeerd of ontkend.
Mantelorganisaties worden vaak opgezet door organisaties die wel een duidelijke en aansprekende boodschap hebben, maar zelf te klein of te omstreden zijn om succesvol te opereren. Zo was de Bond van Huurders en Woningzoekenden in de jaren zeventig veel krachtiger dan de op dat moment nog piepkleine SP. Ook het Volkscongres Groningen werd als mantelorganisatie van de CPN afgeschilderd toen het onverwacht breed gedragen bleek te worden.
Niet altijd zijn het echter politieke organisaties die mantelorganisaties oprichten. Zo was de Marxistisch-Leninistische Partij van Nederland een vehikel van de Binnenlandse Veiligheidsdienst. En ook de Unie van Marokkaanse Moskeeorganisaties in Nederland (UMMON) is er van beticht een mantelorganisatie te zijn, en wel van de Marokkaanse overheid. De UMMON ontkende dit echter. De drugshulpverlener Narconon van de Scientology Kerk is ook een bekend voorbeeld.
Een aantal van de bekende mantelorganisaties functioneerde goed op zijn werkgebied. Voorbeelden hiervan zijn de Bond van Huurders en Woningzoekenden, Stop de Neutronenbom en de Nederlandse Vereniging Kritisch Prikken
Een organisatie kan ook worden gediskwalificeerd door haar af te schilderen als mantelorganisatie. Zo werd het in 1968 opgerichte Medisch Comité Nederland-Vietnam in de eerste jaren bestempeld als mantelorganisatie van de CPN. Het comité is echter ook na de opheffing van de CPN zijn medische hulp aan Vietnam blijven voortzetten.